# Giải thưởng Âm nhạc Billboard 2019
Lễ trao giải Giải thưởng Âm nhạc Billboard 2019 đã được tổ chức tại MGM Grand Garden Arena ở Las Vegas vào ngày 1 tháng 5 năm 2019. Nhằm trao giải cho những thành tích đáng kể trên bảng xếp hạng Billboard. Được tổ chức bởi Kelly Clarkson và phát sóng trực tiếp trên truyền hình bởi NBC. Danh sách các đề cử cho giải được thông báo vào ngày 4 tháng 4 năm 2019, với Mariah Carey là người duy nhất nhận giải Icon Award.

## Biểu diễn
- Taylor Swift cùng với Brendon Urie — "ME!"[4]
- BTS cùng với Halsey — "Boy with Luv" [5]
- Paula Abdul — Hát kết hợp nhiều ca khúc: "Straight Up", "The Way That You Love Me", "Vibeology", "Opposites Attract", "Cold Hearted", "Forever Your Girl" [6]
- Mariah Carey — "A No No", "Always Be My Baby", "Emotions", "We Belong Together", "Hero" [7]
- Ciara — "Thinkin Bout You" [8]
- Kelly Clarkson — Hát kết hợp nhiều ca khúc: "Meant to Be", "Eastside", "Boo'd Up", "Girls Like You", "The Middle", "One Kiss", "I Like It", "Love Lies", "High Hopes", "Tequila", "Material Girl", "Touch My Body", "Wow" [9]
- Ariana Grande — "7 Rings" (Tái thu âm tại Rogers Arena ở Vancouver) trong Sweetener World Tour [10]
- Lauren Daigle — You Say [9]
- Dan + Shay & Tori Kelly — Speechless [8]
- Halsey — "Without Me"
- Jonas Brothers — "Sucker", "Jealous", "Cake by the Ocean" [11]
- Khalid.
 — Talk, Better [9]
- Madonna & Maluma — "Medellín" [12]
- Panic! at the Disco — Hey Look Ma, I Made It [9]

## Chiến thắng và đề cử
Đề cử cho năm hạng mục lớn nhất được Kelly Clarkson và Dan + Shay thông báo trên The Today Show vào ngày 4 tháng 4 năm 2019, sau đó những hạng mục còn lại được Billboard công bố.
Những nghệ sĩ thắng giải được đánh dấu chữ đậm.
| Nghệ sĩ hàng đầu | Nghệ sĩ mới hàng đầu | Thành tựu bảng xếp hạng (do người hâm mộ chọn) |
| --- | --- | --- |
| - Drake - Cardi B - Ariana Grande - Post Malone - Travis Scott | - Juice Wrld - Dua Lipa - Ella Mai - Bazzi - Lil Baby | - Ariana Grande - Drake - Dan + Shay - Lady Gaga và Bradley Cooper - Dua Lipa |
| Nam nghệ sĩ hàng đầu | Nữ nghệ sĩ hàng đầu | Nghệ sĩ phát trực tuyến hàng đầu |
| - Drake - Ed Sheeran - Post Malone - Travis Scott - XXXTentacion | - Ariana Grande - Cardi B - Ella Mai - Halsey - Taylor Swift | - Drake - Cardi B - Ariana Grande - Post Malone - XXXTentacion |
| Song ca/Nhóm nhạc hàng đầu | Nghệ sĩ Billboad 200 hàng đầu | Nghệ sĩ có các bài hát radio hàng đầu |
| - BTS - Dan + Shay - Imagine Dragons - Maroon 5 - Panic! at the Disco | - Drake - Ariana Grande - Post Malone - Travis Scott - XXXTentacion | - Drake - Ariana Grande - Cardi B - Post Malone - Maroon 5 |
| Album Billboard 200 hàng đầu | Nghệ sĩ Hot 100 hàng đầu | Nghệ sĩ mạng xã hội hàng đầu (do người hâm mộ chọn) |
| - Scorpion – Drake - ? – XXXTentacion - Astroworld – Travis Scott - Beerbongs & Bentleys – Post Malone - Invasion of Privacy – Cardi B                                                                               | - Drake - Ariana Grande - Cardi B - Juice Wrld - Post Malone | - BTS - EXO - GOT7 - Ariana Grande - Louis Tomlinson |
| Bài hát Hot 100 hàng đầu | Nghệ sĩ có doanh thu bài hát hàng đầu | Nghệ sĩ lưu diễn hàng đầu |
| - "Girls Like You" – Maroon 5 cùng với Cardi B - "Better Now" – Post Malone - "I Like It" – Cardi B, Bad Bunny và J Balvin - "Lucid Dreams" – Juice Wrld - "Sicko Mode" – Travis Scott                               | - Drake - Ariana Grande - Imagine Dragons - Lady Gaga - Post Malone | - Ed Sheeran - Taylor Swift - The Carters - Bruno Mars - Justin Timberlake |
| Nghệ sĩ R&B hàng đầu | Nam nghệ sĩ R&B hàng đầu | Nữ nghệ sĩ R&B hàng đầu |
| - Ella Mai - H.E.R. - Khalid - The Weeknd - XXXTentacion | - The Weeknd - Khalid - XXXTentacion | - Ella Mai - H.E.R. - Queen Naija |
| Nghệ sĩ rap hàng đầu | Nam nghệ sĩ rap hàng đầu | Nữ nghệ sĩ rap hàng đầu |
| - Drake - Cardi B - Juice Wrld - Post Malone - Travis Scott | - Drake - Post Malone - Travis Scott | - Cardi B - City Girls - Nicki Minaj |
| Chuyến lưu diễn R&B hàng đầu | Chuyến lưu diễn rap hàng đầu | Chuyến lưu diễn rock hàng đầu |
| - Beyoncé và Jay Z - Bruno Mars - Childish Gambino | - Beyoncé và Jay Z - Travis Scott - Drake | - Elton John - U2 - The Rolling Stones |
| Nghệ sĩ hàng đầu quốc gia | Nam nghệ sĩ hàng đầu quốc gia | Nữ nghệ sĩ hàng đầu quốc gia |
| - Luke Combs - Kane Brown - Jason Aldean - Florida Georgia Line - Dan + Shay | - Luke Combs - Kane Brown - Jason Aldean | - Carrie Underwood - Maren Morris - Kacey Musgraves |
| Chuyến lưu diễn hàng đầu quốc gia | Song ca/Nhóm nhạc hàng đầu quốc gia | Nghệ sĩ rock hàng đầu |
| - Kenny Chesney - Shania Twain - Luke Bryan | - Dan + Shay - Florida Georgia Line - Old Dominion | - Imagine Dragons - Panic! At the Disco - Queen - lovelytheband - twenty one pilots |
| Nghệ sĩ Nhạc nhảy/Điện tử | Nghệ sĩ Latinh hàng đầu | Nghệ sĩ Phúc Âm hàng đầu |
| - The Chainsmokers - Calvin Harris - Kygo - Marshmello - ODESZA | - Ozuna - J Balvin - Romeo Santos - Anuel AA - Bad Bunny | - Tasha Cobbs Leonard - Tori Kelly - Marvin Sapp - Koryn Hawthorne - Kirk Franklin |
| Nghệ sĩ Cơ Đốc hàng đầu | Nhạc phim hàng đầu | Album R&B hàng đầu |
| - Lauren Daigle - for King & Country - Hillsong Worship - MercyMe - Cory Asbury | - The Greatest Showman - Spider-Man: Into the Spider-Verse - Bohemian Rhapsody - A Star Is Born - 13 Reasons Why: Season 2 | - 17 – XXXTentacion - Ella Mai – Ella Mai - My Dear Melancholy – The Weeknd - H.E.R. – H.E.R. - American Teen – Khalid                                                                          |
| Album Phúc Âm hàng đầu | Album hàng đầu quốc gia | Album Cơ Đốc hàng đầu |
| - Hiding Place – Tori Kelly - Snoop Dogg Presents Bible of Love – Snoop Dogg và nhiều nghệ sĩ khác - Gospel Greats – Aretha Franklin - Unstoppable – Koryn Hawthorne - Make Room – Jonathan McReynolds               | - This One's For You – Luke Combs - Rearview Town – Jason Aldean - Kane Brown – Kane Brown - Dan + Shay – Dan + Shay - Cry Pretty – Carrie Underwood | - Look Up Child – Lauren Daigle - Reckless Love – Cory Asbury - Burn the Ships – for KING & COUNTRY - There Is More – Hillsong Worship - Chain Breaker – Zach Williams                          |
| Album Rap hàng đầu | Album Rock hàng đầu | Album Latinh hàng đầu |
| - Scorpion – Drake - ? – XXXTentacion - Astroworld – Travis Scott - Beerbongs & Bentleys – Post Malone - Invasion of Privacy – Cardi B                                                                               | - Pray For The Wicked – Panic! at the Disco - Come Tomorrow – Dave Matthews Band - Origins – Imagine Dragons - Delta – Mumford & Sons - Trench – twenty one pilots                                                                                         | - Aura – Ozuna - Real Hasta la Muerte – Anuel AA - X 100pre – Bad Bunny - Vibras – J Balvin - F.A.M.E. – Maluma                                                                                 |
| Album Nhạc Dance/Điện tử hàng đầu | Bài hát phát trực tuyến hàng đầu (Radio) | Bài hát phát trực tuyến hàng đầu (Video) |
| - Sick Boy – The Chainsmokers - What Is Love? – Clean Bandit - 7 – David Guetta - Kids in Love – Kygo - Major Lazer Essentials – Major Lazer                                                                         | - "Sicko Mode" – Travis Scott - "I Like It" – Cardi B, Bad Bunny và J Balvin - "Lucid Dreams" – Juice Wrld - "Better Now" – Post Malone - "SAD!" – XXXTentacion                                                                                            | - "In My Feelings" – Drake - "Lucid Dreams" – Juice Wrld - "Girls Like You" – Maroon 5 cùng với Cardi B - "Sicko Mode" – Travis Scott - "SAD!" – XXXTentacion                                   |
| Hợp tác hàng đầu | Bài hát Radio hàng đầu | Bài hát bán chạy hàng đầu |
| - "Girls Like You" – Maroon 5 cùng với Cardi B - "I Like It" – Cardi B, Bad Bunny và J Balvin - "Love Lies" – Khalid và Normani - "Psycho" – Post Malone cùng với Ty Dolla $ign - "Happier" – Marshmello và BΔSTILLE | - "Girls Like You" – Maroon 5 cùng với Cardi B - "Love Lies" – Khalid và Normani - "Better Now" – Post Malone - "Meant to Be" – Bebe Rexha cùng vợ Florida Georgia Line - "The Middle" – Zedd, Maren Morris và Grey                                        | - "Girls Like You" – Maroon 5 cùng với Cardi B - "I Like It" – Cardi B, Bad Bunny và J Balvin - "In My Feelings" – Drake - "Without Me" – Halsey - "Shallow" – Lady Gaga và Bradley Cooper      |
| Bài hát rap hàng đầu | Bài hát Cơ đốc hàng đầu | Bài hát Phúc âm hàng đầu |
| - "I Like It" – Cardi B, Bad Bunny và J Balvin - "In My Feelings" – Drake - "Lucid Dreams" – Juice Wrld - "Better Now" – Post Malone - "Sicko Mode" – Travis Scott                                                   | - "You Say" – Lauren Daigle - "Reckless Love" – Cory Asbury - "joy." – for KING & COUNTRY - "Who You Say I Am" – Hillsong Worship - "Known" – Tauren Wells                                                                                                 | - "Won't He Do It" – Koryn Hawthorne - "Your Great Name" – Todd Dulaney - "Never Alone" – Tori Kelly cùng với Kirk Franklin - "Forever" – Jason Nelson - "A Great Work" – Brian Courtney Wilson |
| Bài hát R&B hàng đầu | Bài hát hàng đầu quốc gia | Bài hát rock hàng đầu |
| - "Boo'd Up" – Ella Mai - "No Brainer" – DJ Khaled cùng với Justin Bieber, Chance The Rapper & Quavo - "Trip" – Ella Mai - "Better" – Khalid - "Freaky Friday" – Lil Dicky cùng với Chris Brown                      | - "Meant to Be" – Bebe Rexha cùng với Florida Georgia Line - "Heaven" – Kane Brown - "She Got the Best of Me" – Luke Combs - "Speechless" – Dan + Shay - "Tequila" – Dan + Shay                                                                            | - "High Hopes" – Panic! at the Disco - "Sit Next to Me" – Foster the People - "Natural" – Imagine Dragons - "Whatever It Takes" – Imagine Dragons - "broken" – lovelytheband                    |
| Bài hát Latinh hàng đầu | Bài hát nhạc Dance/Điện tử hàng đầu | Icon Award |
| - "Te Boté" – Casper Magico, Nio García và Darell - "Mia" – Bad Bunny cùng với Drake - "Dura" – Daddy Yankee - "Taki Taki" – DJ Snake cùng với Selena Gomez, Ozuna và Cardi B - "X" – Nicky Jam và J Balvin          | - "The Middle" – Zedd, Maren Morris và Grey - "Taki Taki" – DJ Snake cùng với Selena Gomez, Ozuna và Cardi B - "One Kiss" – Calvin Harris và Dua Lipa - "Happier" – Marshmello và BΔSTILLE - "Jackie Chan" – Tiësto và Dzeko cùng với Preme và Post Malone | - Mariah Carey |

## Nhiều giải thưởng và đề cử nhất
Giải thưởng
12:
- Drake

6:
- Cardi B

4:
- Maroon 5

3:
- Ella Mai
- Luke Combs
- Lauren Daigle
- Ozuna

2:
- Ariana Grande
- BTS
- Beyoncé và Jay Z
- The Chainsmokers
- Panic! at the Disco

Đề cử
21:
- Cardi B

17:
- Drake
- Post Malone

12:
- Travis Scott

10:
- XXXTentacion

09:
- Ariana Grande

08:
- Bad Bunny
- Dan + Shay
- Ella Mai
- J Balvin

07:
- Juice Wrld
- Maroon 5

06:
- Imagine Dragons
- Khalid

05:
- Kane Brown

04:
- Florida Georgia Line
- H.E.R.
- Luke Combs
- Ozuna
- Panic! at the Disco

03:
- The Carters
- Cory Asbury
- Dua Lipa
- for KING & COUNTRY
- Hillsong Worship
- Jason Aldean
- Koryn Hawthorne
- Lady Gaga
- Lauren Daigle
- Maren Morris
- Marshmello
- Tori Kelly
- The Weeknd

02:
- Anuel AA
- Bastille
- Bebe Rexha
- Bradley Cooper
- Bruno Mars
- BTS
- Calvin Harris
- Carrie Underwood
- The Chainsmokers
- DJ Snake
- Ed Sheeran
- Grey
- Halsey
- Kirk Franklin
- Kygo
- lovelytheband
- Normani
- Selena Gomez
- Taylor Swift
- Twenty One Pilots
- Zedd